# تسونييوكي أويدا
تسونييوكي أويدا (باليابانية: 上田 常幸) (3 يوليو 1985 في ميازاكي في اليابان – )؛ هو لاعب كرة قدم كان يلعب كمدافع.